# Cucut negre
El cucut negre (Cuculus clamosus) és una espècie d'ocell de la família dels cucúlids (Cuculidae) que habita zones boscoses de l'Àfrica Subsahariana.